# Отель Уэтерфорд
Отель Уэтерфорд (англ. Weatherford Hotel) ― исторический отель в центре города Флагстафф, штат Аризона, США.  Был основан в 1897 году Джоном У. Уэтерфордом. Расположен на улице Норт-Леру-стрит, в одном квартале к северу от трассы US 66.

## История
Во Флагстаффе, как и в большинстве пограничных городов, на протяжении XIX века часто происходили пожары. Их особенно разрушительная серия, произошедшая в 1897 году заставила городские власти принять постановление, согласно которому все здания в деловом районе города должны быть построены из кирпича, камня или железа. Среди новых зданий, появившихся в 1898 году, была гостиница Уэтерфорд, построенная Джоном У. Уэтерфордом (1859–1934), уроженцем города Уэтерфорд, штат Техас. На первом этаже изначально располагался магазин, а на втором – семья Уэтерфорда.
В марте 1899 года Уэтерфорд начал строительство кирпичного трехэтажного пристроя к гостинице, которое было торжественно открыто 1 января 1900 года.  В течение многих лет гостиница Уэтерфорд была самым выдающимся отелем во Флагстаффе. Здесь останавливались такие известные гости, как художник Томас Моран, издатель Уильям Рэндольф Херст и писатель Зейн Грей.  Знаменитый роман Грея «Зов каньона» был написан в недавно отреставрированном бальном зале на третьем этаже отеля.
Застеклённая терраса занимала часть верхнего этажа и использовалась для танцевальных вечеров.  Трёхсторонний балкон, видимый на фотографии 1905 года, висящей в бальном зале, был поврежден во время пожара и был снесён в 1929 году вместе с оригинальным куполом.  В разное время в отеле размещались ресторан, театр, бильярдный зал и радиостанция.
Генри Тейлор приобрёл отель в 1975 году, пытаясь уберечь его от сноса. В это время отель сильно обветшал, как и многие другие здания центра города. С тех пор Генри и его жена Памела постоянно обновляли здание. Бальный зал на третьем этаже был отремонтирован и вновь открыт в 1997 году, а первый этап реконструкции веранды был завершён в феврале 1999 года.
Отель был включен в Национальный реестр исторических мест США в 1978 году.